# Szontagh Miklós (orvos, 1843–1899)

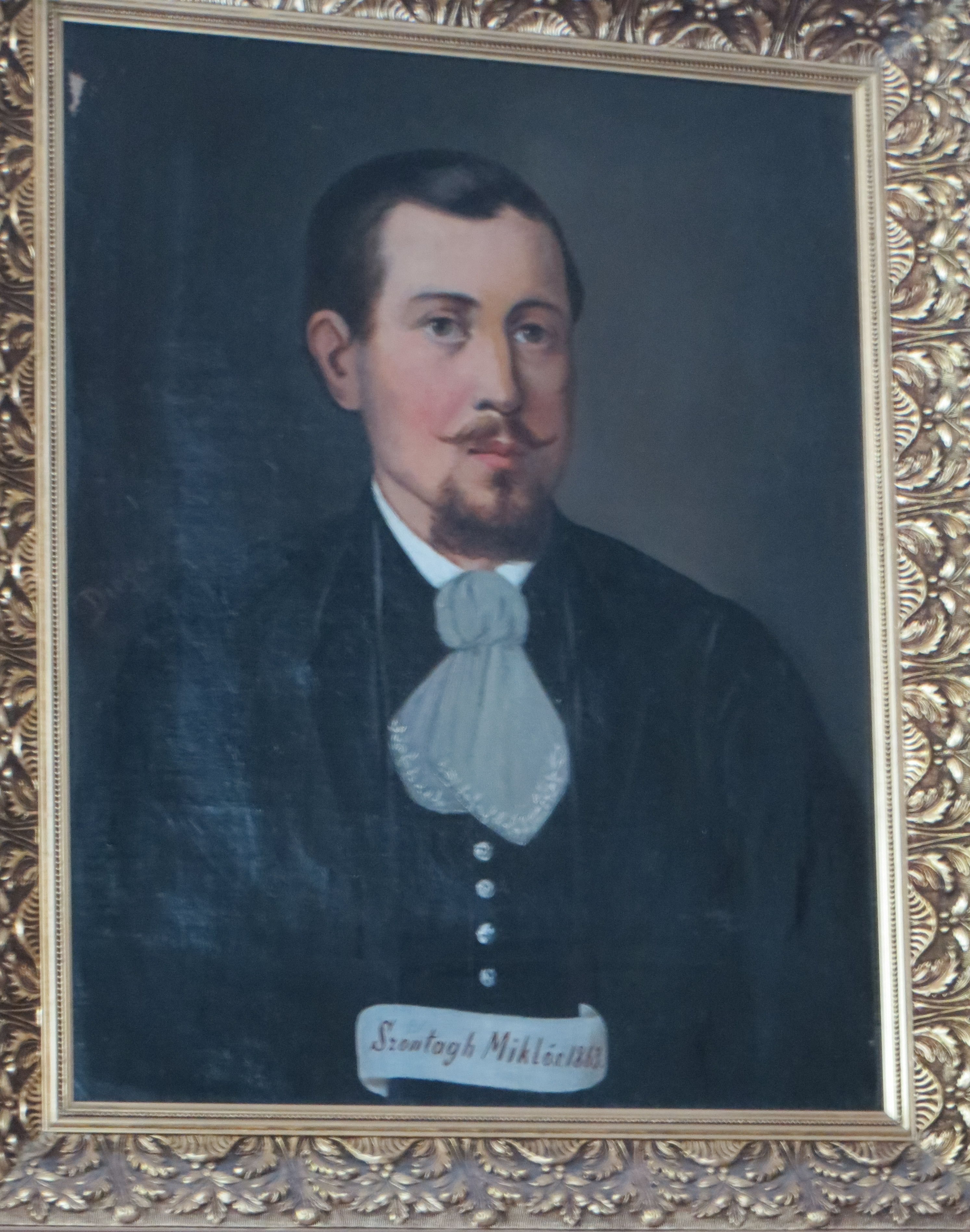
Szontagh Miklós 1863

id. Szontagh Miklós (Alsókubin, 1843. augusztus 11. – Újtátrafüred, 1899. december 2.) orvos, botanikus, a magashegységi klímaterápia hazai úttörője.

## Életpályája
Szontagh Dániel törvényszéki elnök, történetíró és iglói Szontagh Pentesilea fia. Bécsben szerzett orvosi oklevelet 1868-ban. Pestre költözött, és 1873-ig a Természettudományi Közlöny növénytani rovatát vezette. Európa több országát bejárva a botanika mellett érdeklődése a magashegyi klimatikus gyógymódok felé fordult. 1873-ban átvette az ótátrafüredi „vízgyógyintézet” vezetését, de kezdetleges állapotokat talált ott, ezért a közelben 20 holdnyi bérelt területen új gyógyszanatórium építtetésébe kezdett, s egyben megalapította Újtátrafüredet. A hidegvíz-gyógyintézet 1876-ban kezdte meg működését. Szontagh felismerte, hogy a gyógyításban nagy szerepe van az egész évben érvényesülő „megfelelően ritkult levegőnek, a talaj, levegő, víz, vegetatio és helyi fekvés által szabott gyógyklímás hatásnak”. A betegek legtöbbje légzőszervi és emésztési bántalmak miatt kezeltette magát. A fürdőtelepülés 1883-ban új szanatóriummal bővült, amely az akkori Magyarország első, téli időszakban is működő magaslati gyógyhelye volt. Az alhavasi klíma, a vízgyógyászat és az elektroterápia együttes alkalmazásával gyógyítottak.
Orvosi tevékenysége mellett Szontagh szenvedélyes természetjáró, hegymászó és síelő volt. Meghatározó szerepe volt a Magyarországi Kárpát-egyesület létrehozásában, és a Tátra osztály elnöke volt. 1883 és 1885 között Tátravidék címmel hetilapot szerkesztett, továbbá rendszeresen jelentek meg írásai a Vasárnapi Ujságban, a Természettudományi Közlönyben és az Orvosi Hetilapban. Képes kalauz a tátraalji fürdőkbe és a Magas-Tátra hegyvidéke, később Tátrakalauz címmel megjelent könyve számos kiadást ért meg.

## Művei
- Új Tátrafüred éghajlati viszonyai. Tíz évi meteorológiai megfigyelés alapján. Igló, 1883.
- Über die Heilung Lungenkranken in der subalpinen Region der Hochgebirge, mit besonderer Bergnahme auf die Heilantalt in Neuschmeks. Igló, 1884.
- Képes kalauz a Tátraalji fürdőbe és a Magas Tátra hegyvidékére, egy színes térképpel és két helyrajzi vázlattal. 1885.
- A Magas Tátra és hegyvidéke, különös tekintettel a tátravidéki fürdőkre és nyaralóhelyekre. Újtátrafüred, 1895.
- Tátrakalauz. Bp., 1896.
- A Basedow-betegség és sikeres orvoslása Újtátrában 82 eset kapcsán. 1899.

## Külső hivatkozások
- Szontagh Miklós. Magyar Tudomány- és Techmikatörténeti Műhely Krónika rovata. Szerk.: Kiss Csongor. Élet és Tudomány, 1999. 49. sz.
- id. Szontagh Miklós